# ابرا تشارلز بلاكوود
أبرا تشارلز بلاكوود (بالإنجليزية: Ibra Charles Blackwood)‏ (21 تشرين الثاني، 1878 - 12 شباط، 1936) سياسي أمريكي ينتمي إلى الحزب الديمقراطي كان حاكما على ولاية كارولينا الجنوبية. ولد في مقاطعة يونيون، كارولينا الجنوبية. حصل على شهادة القانون من كلية وفورد شغل بلاكوود منصب حاكم على ولاية كارولينا الجنوبية ما بين عامي 1931 إلى عام 1935. توفي أبرا في 12 فبراير، 1936.